# Молюцелла
Молюце́лла (лат. Moluccélla) — род цветковых растений семейства Яснотковые (Lamiaceae).

## Ботаническое описание

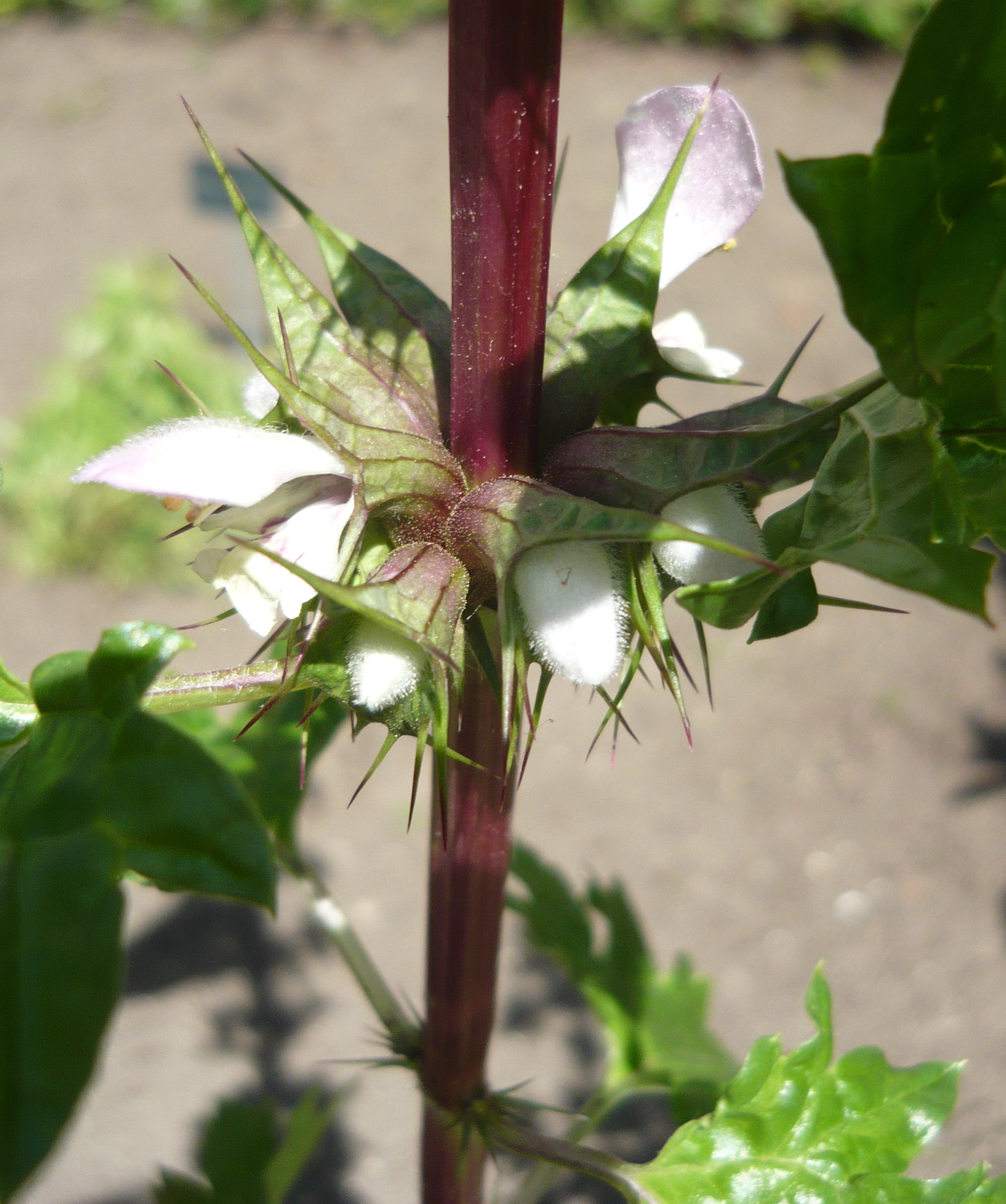
Цветки Молюцелла колючая|молюцеллы колючей (Moluccella spinosa)

Представители вида — однолетники или короткоживущие многолетники, встречаются от северо-запада Индии до Средиземноморья. Это высокие, прямостоячие, ветвящиеся растения высотой до 1 м или более с зубчатыми листьями и небольшими белыми ароматными цветками.

## Хозяйственное значение и применение
Виды рода выращиваются как декоративные садовые растения. Они неморозостойки, предпочитают полное солнце и умеренно влажную и питательную, но хорошо дренированную почву. Размножение семенное.

## Виды
По информации базы данных The Plant List, род включает 8 видов:
- Moluccella aucheri (Boiss.) Scheen — Молюцелла Оше
- Moluccella bucharica (B.Fedtsch.) Ryding
- Moluccella fedtschenkoana (Kudr.) Ryding
- Moluccella laevis L. typus — Молюцелла гладкая
- Moluccella olgae (Regel) Ryding
- Moluccella otostegioides Prain
- Moluccella sogdiana (Kudr.) Ryding
- Moluccella spinosa L. — Молюцелла колючая